# استهایم
شهر استهایم (به آلمانی: Ostheim) در ایالت بایرن در کشور آلمان واقع شده‌است.